# Every Child
Every Child ist ein kanadischer animierter Kurzfilm von Eugene Fedorenko aus dem Jahr 1979.

## Handlung
Ein reales Tonstudio mit zwei Männern und einem Baby: Ein Mann imitiert einen Vogel und seine Fluggeräusche; daraufhin blendet die Szene in eine Animation über. Ein Vogel fliegt zu einem Haus. In dem Haus ist ein Mann mit Akten und Telefonaten beschäftigt. Plötzlich klingelt es an der Tür und draußen sitzt ein Baby. Der Mann nimmt es zu sich, doch als das Baby seine Akten durcheinanderbringt, setzt er es vor der Tür des Nachbarhauses aus. Das wird von zwei Rentnern bewohnt, die das Baby zu sich nehmen, wodurch sich ihr Hund vernachlässigt fühlt und nun sich selbst vor die Tür legt und klingelt. Wie vorher das Kind nimmt das Paar nun den Hund auf. Das Baby wird vor der nächsten Haustür abgelegt und die Frau dort würde es gerne behalten, kann sich jedoch nicht gegen ihren melodramatischen Freund durchsetzen.
In schneller Folge wird das Baby nun von Haustür zu Haustür weitergereicht, bis es endlich in einem Kinderwagen landet, der zu einer Müllhalde rollt. Hier finden zwei Landstreicher das Baby und behandeln es zum ersten Mal gut: Einer bläst einen Luftballon auf, ein anderer beginnt, auf einer Geige zu spielen. Die Szene blendet ins reale Aufnahmestudio über, in dem einer der Männer auf einer Geige spielt.

## Produktion
Der Film beginnt und endet mit Realszenen, während der hauptsächliche Teil animiert ist. Die Geräusche im Film werden dabei ausschließlich von Mitgliedern der Gruppe Les Mîmes Élecriques geschaffen. Reale Dialoge existieren nicht, jedoch wird eine Phantasiesprache verwendet.
Every Child entstand anlässlich des Internationalen Jahres des Kindes in Zusammenarbeit des NFC mit UNICEF. Er zeigt in animierter Form eine Forderung der Declaration of Children’s Rights, wonach jedes Kind das Recht auf einen Namen und eine Nationalität hat.

## Auszeichnungen
Every Child gewann 1980 den Oscar in der Kategorie „Bester animierter Kurzfilm“. Zudem erhielt er 1980 einen Genie Award in der Kategorie Outstanding Animation.